# Máximo Pacheco Matte
Jorge Máximo Arturo Pacheco Matte (Santiago, 12 de febrero de 1953) es un economista y empresario chileno. Desde 2022 ejerce como presidente del Directorio de la minera estatal Codelco. Entre 2014 y 2016 ejerció el cargo de ministro de Energía en el segundo gobierno de Michelle Bachelet.

## Primeros años
Nació del matrimonio conformado por el jurista, académico y político democratacristiano Máximo Pacheco Gómez y Adriana Matte Alessandri. En esta rama de su familia destacan los presidentes  Arturo Alessandri (su bisabuelo) y Jorge Alessandri (su tío abuelo), además del político Arturo Matte Larraín (su abuelo), el agrónomo Benjamín Matte (su tío) y la ingeniera Magdalena Matte (su prima hermana) y Hernán Larraín  Matte actual presidente  de Evopoli (hijo de su prima).
Se formó en el Saint George's College de la capital y en la Universidad de Chile, entidad desde donde egresó como ingeniero comercial en el año 1976.
Casado con la diseñadora Soledad Flanagan, es padre de cuatro hijas.

## Actividad profesional

### Sus inicios
Inició su vida profesional como analista del departamento de estudios de Banco Osorno. Una vez vendida la entidad, pasó a ocupar la gerencia de planificación y estudios del Banco de Talca a pedido de Sebastián Piñera.
En 1980, contactado por Sergio Baeza, asesoró al Banco de Chile en el proyecto de la AFP Santa María, Banchile Agencia de Valores y Leasing Andino. Tras la intervención del banco por el Estado, en 1983, fue nombrado gerente general de la última entidad.
En 1990 asumió en la estatal Codelco-Chile como vicepresidente ejecutivo de operaciones por encargo del primer Gobierno democrático en más de dieciséis años. En esta responsabilidad le tocaría encarar el «Davilazo», escándalo financiero que le costó a la cuprera US$ 207 millones.

### Ejecutivo internacional
En mayo de 1994 asumió como vicepresidente ejecutivo para Chile y Latinoamérica de la neozelandesa Carter Holt Harvey (CHH), firma dueña entonces del 30% de la Compañía de Petróleos de Chile (Copec), en asociación con el empresario Anacleto Angelini. Antes de que Pacheco asumiera, la compañía había iniciado un litigio con el grupo chileno, el cual finalizó cuando en enero de 2000 CHH optó por venderle su participación en US$ 1.233 millones.
A partir de 2000, fue la cabeza en América Latina de International Paper, la dueña de CHH y la mayor forestal del mundo. Entre 2004 y 2009, en tanto, ejerció como presidente de dicha empresa en Brasil y responsable de los negocios regionales, y entre enero de 2010 y septiembre de 2013 se desempeñó como vicepresidente primero de International Paper y presidente de su unidad para Europa, Oriente Medio, África y Rusia.
Ha sido director de diversas empresas, como AFP Provida, Lucchetti, Falabella y Banco de Chile.

## Carrera política
Durante su época universitaria, militó en el Movimiento de Acción Popular Unitaria (Mapu), partido aliado del presidente Salvador Allende en el Gobierno de la Unidad Popular (1970-1973).
Posteriormente ingresó al Partido Socialista. Destacó como estrecho colaborador en las campañas presidenciales de su amigo Ricardo Lagos en 1999-2000 y de Michelle Bachelet en 2005-2006.
Una vez fuera de International Paper, Pacheco volvió a Chile con el fin de iniciar una nueva etapa, esta vez alejado del mundo empresarial. En ese contexto fue que tras su triunfo en segunda vuelta, Michelle Bachelet lo nombró como ministro de Energía. Asumió el cargo el 11 de marzo de 2014.
Renunció al ministerio el 19 de octubre de 2016, para asumir como generalísimo de la precandidatura presidencial de Ricardo Lagos.

## Condecoraciones

### Condecoraciones extranjeras
- Gran cruz de la Orden del Mérito Civil ( España, 24 de octubre de 2014).[12]

## Obras
- Revolución energética en Chile (2018)